# حوالی پاییز
حوالی پاییز نام یک مجموعه تلویزیونی ایرانی به کارگردانی حسین نمازی و تهیه‌کنندگی سعید پروینی با موضوع حادثه منا در سال ۹۴ است که از شبکه سوم سیما پخش شد. این سریال با نام اولیه «بازگشت» در آبان ۱۳۹۷ از شبکه سه به پخش رسید.   
حوالی پاییز محصول مرکز سیمافیلم و دربارهٔ حادثه منا است. سریال "حوالی پاییز" در ۲۰ قسمت ۴۵ دقیقه آبان ماه ۱۳۹۷ پخش شده است.

## خلاصه داستان
این سریال ملودرامی عاشقانه به نویسندگی حسین نمازی و براساس طرحی از معصومه بیات است که داستان عاشقی نامتعارف جوانی ایرانی («مهران» با بازی حسین مهری) به دختری عرب («ساره» با بازی بازیگر لبنانی آن ماری سلامه) را روایت می‌کند؛ این دو باهم ازدواج می‌کنند و قصه این سریال در ادامه و با سفر دو پسر خانواده به حج، گوشه ای از درد و رنج خانواده شهدای منا را در حج خونین سال ۹۴ به تصویر می‌کشد.

## بازیگران
- رؤیا تیموریان (پروین)
- آن ماری سلامه (ساره)
- لیلا اوتادی (شیرین)
- حسین مهری (مهران)
- رضا اکبرپور (سامان)
- مونا کرمی (شیوا)
- ارشا اقدسی (فرهاد)
- مرتضی علی عباس میرزایی (مامور اطاعات)
- محمد حمزه ای (مامور اطلاعات)
- بهرام ابراهیمی (رئیس دایره اطلاعات)
- جوانه دلشاد (عاطفه)
- شقایق عوض زاده (منشی دفتر روزنامه)
- محمد ساربان
- تورج فرامرزیان (مرد همسایه)
- پردیس منوچهری (مرجان)
- مهرنوش مقیمی (کارگر)
- علیرضا لبیبیان (حسن)
- سیامک ادیب (اوس تقی)
- زهرا برومند (مادر شیرین)
- حمید متقی (علی)

## موسیقی
سینا سرلک، خواننده تیتراژ این سریال است.
| شماره | نام                           | خواننده   | مدت  |
| ----- | ----------------------------- | --------- | ---- |
| ۱.    | «حوالی پاییز» (تیتراژ پایانی) | سینا سرلک | ۳:۵۱ |
| ۲.    | «معرکه عشق»                   | سینا سرلک | ۴:۰۷ |
| ۳.    | «مسلخ»                        | سینا سرلک | ۱:۵۴ |
| ۴.    | «جدایی»                       | سینا سرلک | ۱:۳۷ |

## جوایز و نامزدها
| ۱۳۹٨ | نوزدهمین جشن حافظ |                             |             |          |
| ۱۳۹٨ | نوزدهمین جشن حافظ | بهترین مجموعه تلویزیونی     | سعید پروینی | نامزدشده |
| ۱۳۹٨ | نوزدهمین جشن حافظ | بهترین کارگردان تلویزیونی   | حسین نمازی  | نامزدشده |
| ۱۳۹٨ | نوزدهمین جشن حافظ | بهترین خواننده ترانه تیتراژ | سینا سرلک   | نامزدشده |

## ساخت
حسین نمازی که پیش از این فیلم سینمایی «آپاندیس» را کارگردانی کرده بود، در نخستین تجربه ساخت سریال خود به سراغ یک سوژه معمایی- عاشقانه رفت.
وی در خصوص قصه سریال «حوالی پاییز» توضیح داده‌است: قصه این فیلم برهه‌ای از تاریخ این مملکت را روایت می‌کند که در آن زمان اتفاقی به وقوع پیوست، ولی هیچ وقت به آن پرداخت نشده‌است. جمع کثیری از افراد در بازه‌ای از زمان درگیر ماجرایی شدند ولی هیچ وقت به درستی به آن پرداخت نشد. ما در این سریال سعی کردیم به صورت خیلی واقعی و ملموس بر اساس انعکاس یک واقعیت کار را جلو ببریم و سریال را بسازیم. موضوعی که تداعی‌کننده اتفاقاتی است که زمان زیادی از وقوع آن نگذشته و همه آن را به یاد دارند.
«حوالی پاییز» از پائیز سال ۹۶ جلوی دوربین رفت و ۶ ماه تصویربرداری آن به طول انجامید. تیم تولید در عین نوروز نیز در حال تولید سریال بودند و مراحل فنی آن تا شهریور ۹۷ ادامه یافت.
حسین نمازی  با اشاره به انتقاد برخی رسانه‌ها برای عدم به‌کارگیری ظرفیت بازیگران داخلی برای ایفای این نقش بیان داشت: برخی می‌گویند چرا از یک بازیگر لبنانی غیرمحجبه در نقش محجبه استفاده کرده‌اید. اما محل سؤال است که چرا برخی این قدر عجله برای قضاوت دربارهٔ یک سریال دارند. ما برای این کاراکتر سراغ ظرفیت‌های داخلی نیز رفته‌ایم و بازیگران بسیاری انتخاب شدند، اما وقتی داستان را می‌خواندند به گونه‌ای ابا داشتند این نقش را بازی کنند. مصداق بارز آن یک هنرمند خوزستانی بود که تا قصه را متوجه شد ترسید و قبول نکرد با ما یک همکاری هرچند کوتاه داشته باشد.
علی فروغی، مدیر شبکه سه سیما در مراسم تقدیر از عوامل سریال «حوالی پاییز» با اشاره به موفقیت سریال تلویزیونی «حوالی پاییز» در جذب مخاطب گفت: بر اساس نظرسنجی که در تهران صورت گرفت، تعداد مخاطبان این مجموعه تلویزیونی در تهران ۳۳ درصد اعلام شد؛ عموما اینگونه است که تعداد بیننده در کل کشور ۲۰ درصد بیشتر از تهران است و این موضوع بیانگر آن است که این مجموعه تلویزیونی توانسته است حدود ۵۰ درصد مخاطب کشوری داشته باشد که برای یک مجموعه تلویزیونی ۲۰ قسمتی یک موفقیت و دستاورد بزرگ است.